# Tripoljsko-kukutenska kultura
Tripoljsko-kukutenska kultura, tripoljska kultura ali kukutenska kultura je neolitsko-halkolitska kultura jugovzhodne Evrope, ki je trajala od okoli 5500 pr. n. št. do 2750 pr. n. št. Razširjena je bila od Karpatov do porečij Dnepra in Dnestra s središčem v sedanji Moldaviji. Pokrivala je precejšnje dele zahodne Ukrajine in severovzhodne Romunije in obsegala površino 350.000 km2. Razdalja od Brașova na jugozahodu do Kijeva  na severovzhodu  meri približno 500 km.
Nenavaden vidik tripoljsko-kukutenske kulture je, da so svoja naselja po približno 60 do 80 letih bivanja v njih požgali. Vzroki za požig so še vedno predmet razprav. Nekatera naselja so bila kasneje na istem mestu tudi večkrat znova zgrajena, pri čemer so ohranila obliko in orientacijo prejšnjih stavb. Najdišče Poduri v Romuniji je razkrilo trinajst bivalnih nivojev, zgrajenih v več stoletjih drug nad drugim.

## Geografija
Tripoljsko-kukutenska kultura je cvetela na ozemlju današnje Moldavije, vzhodne in severovzhodne Romunije ter delov zahodne, srednje in južne Ukrajine. V Romuniji je na jugu segala do Donave od Železnih vrat do Črnega morja. Obsegala je osrednje Karpate ter ravnine, stepe in gozdne stepe na obeh straneh gora. Zgodovinsko jedro kulture je bilo porečje srednjega do zgornjega Dnestra (Podoljska planota). Na tem ozemlju je bila Evropa od konca zadnje ledene dobe najtoplejša in najbolj vlažna in imela zato ugodne pogoje za kmetijstvo. 
Od leta 2003 je bilo odkritih okoli 3000 kulturnih območij, od majhnih vasi do velikih naselij z več sto hiš, obdanih z več jarki.

## Kronologija
Za romunsko kukutensko in ukrajinsko tripoljsko kulturo se uporabljata različni periodizaciji. 
Kukuktenska shema, ki jo je predlagal nemški arheolog Hubert Schmidt leta 1932, razlikuje tri obdobja: predkukutensko, kukutensko in horodištejsko–folteštijsko obdobje, ki so razdeljena na nekaj podobdobij.
Prvo tripoljsko shemo je razvila Tatjana Sergejevna Passek leta 1949. Razdelila jo je v glavne faze A, B in C s podfazami BI, BII, CI in  CII. Shema je bila kasneje na osnovi novih odkritij posodobljena.(str.103)
Tripoljsko-kukutenska kultura kot celota se običajno deli na rano, srednje in kasno obdobje: 
- rano obdobje: 5800 do 5000 pr. n. št.
- srednje obdobje: 5000 do 3500 pr. n. št.
- kasno obdobje: 3500 do 3000 pr. n. št.

## Gospodarstvo
Tripoljsko-kukutenska kultura je bila v 2750 letih svojega obstoja  dokaj stabilna in statična, vendar je doživela nekaj sprememb in imela nekaj skupnih značilnosti z drugimi neolitskimi družbami, vključno s: 
- skoraj neobstoječo socialno razslojenostjo,
- pomanjkanjem političnih elit,
- rudimentarnim gospodarstvom,
- pastirstvom in samooskrbljenostjo.

Zgodnje družbe plemen lovcev in nabiralcev niso bile družbeno razslojene, v poznejših družbah bronaste dobe pa je bila razslojenost že opazna. Ustvarili so se poklici, vladajoče politične, verske in vojaške elite na eni strani in sloj revnih, zasužnjenih in lačnih na drugi. V tripoljsko-kukutenski kulturi družbena razslojenost ni bila zelo očitna.
Tako kot druge neolitske družbe tudi tripoljsko-kukutenska kultura skoraj ni imela delitve dela, čeprav so imela nekatera naselja do 15.000 prebivalcev in bila morda največja na svetu. Za specializacijo dela ni nobenih dokazov. Vsaka družina je zase obdelovala svoja polja, lovila divjad in opravljala vsakdanja opravila. V nasprotju s splošnim prepričanjem so imele neolitske družbe obilo hrane in drugih virov.
Povečano število najdenih predmetov iz poznega obdobja kaže, da se je družba takrat začela razvijati v bolj zapleten sistem.  Od približno 3000 pr. n. št. do 2750 pr. n. št. se je po vsej regiji začel pojavljati baker, s katerim se je trgovalo predvsem z družbami na Balkanu. Na vzhod ni prihajala samo bakrova ruda, ampak tudi bakrena orodja, orožja in drugi predmeti. Sprva primitivna trgovska mreža je postajala vse bolj zapletena in sčasoma nadomestila tripoljsko-kukutensko kulturo.

## Prehrana
Tripoljsko-kukutenska kultura je bila družba samooskrbnih kmetov. Kmetovanje je bil verjetno glavni poklic večine prebivalcev. Večino njihove prehrane so sestavljale žitarice. Pridelovali so pšenico, oves, rž, proso, ječmen in konopljo. Žito so verjetno mleli in pekli kot nekvašen kruh. Gojili so tudi grah in fižol, marelice, češnje in vinsko grozdje. Za proizvodnjo vina ni nobenega trdnega dokaza. Nekaj najdb kaže, da so se morda ukvarjali tudi s čebelarstvom.
Ukvarjali so se tudi z živinorejo. Redili so predvsem govedo, prašiče, ovce in koze. Umetniške upodobitve živali kažejo, da se je vol uporabljal kot vprežna žival. Upodobitve konj ne dokazujejo, da gre za udomačenega konja, čeprav so ga v tistem času že uporabljali za delovno žival in vir mesa.
Prehrano je dopolnjeval lov s pastmi in orožjem, vključno z lokom in puščicami, sulico in kiji. Lovili so predvsem jelenjad in srnjad, divje svinje, medvede in lisice. 

### Sol
Najzgodnejše znane soline na svetu so v Poiani Slatinei, blizu vasi Lunca v Romuniji. Uporabljale so jih že starejše kulture od okoli leta 6500 pr. n. št. Sol so pridobivali iz slane izvirske vode s kuhanjem v lončenih posodah.
Oskrba s soljo je za največja naselja pomenila velik logistični problem. S spremembo prehrane z mesa in rib na žitarice, so morali ljudje v svojo prehrano vključiti dodatno sol. Sol je potrebovala tudi živina, saj se je mlečnost molznih živali ob pomanjkanju soli zelo zmanjšala. Ocenjuje se, da so ljudje in živali potrebovali od 36 do 100 ton soli letno. Sol so uvažali predvsem iz Karpatov in s črnomorske obale. Prevažali so jo verjetno  predvsem po vodnih poteh. 

## Tehnologija in materialna kultura
Tripoljsko-kukutenska kultura je znana po svojih značilnih naselbinah, arhitekturi, zapleteno okrašeni keramiki ter antropomorfnih in zoomorfnih figuricah. Na svojem vrhuncu je bila ena od tehnološko najnaprednejših družb na svetu v tistem času, ki je razvila nove tehnike za proizvodnjo keramike, stanovanjsko gradnjo, kmetijstvo in proizvodnjo tkanih tekstilij, ki se niso ohranile in so znane samo posredno. 

### Naselja
Nekatera naselja v Ukrajini so bila morda večja od naselij v Sumeriji in zahodni Evropi. Naselje Talianki je imelo 15.000 prebivalcev in površino 335 hektarjev.
Arheologi so med izkopavanji odkrili veliko artefaktov, ki so zdaj na ogled v muzejih Rusije, Ukrajine in Romunije. Manjše zbirke imajo tudi drugi muzeji v regiji.
Naselja so bila občasno požgana in po 60-80 letih ponovno zgrajena. Vse zgradbe v naseljih so bile med seboj povezane v funkcionalno celoto. Gradile so se tri vrste hiš: 
- pletene hiše
- hiše iz brun (ukrajinsko: площадки, ploščadki)
- podzemne hiše, imenovane bordei.

Nekatere hiše so bile dvonadstropne in na zunanji strani okrašene z zapletenimi vrtinčastimi motivi okrasto rdeče barve. Večina hiš je imela slamnato streho in lesena tla, prekrita z ilovico.
- Notranjost hiše, rekonstrukcija
- Kukutenska hiša, maketa
- Kukutenska vas, maketa
- Tempelj v Nabenivki, rekonstrukcija[21]
- Velika hiša v Majdanecku, okoli 3700 pr. n. št., rekonstrukcija
- Medsebojno povezane hiše v Majdanecku, rekonstrukcija

### Keramika
Večina tripoljsko-kukutenske keramike je izdelana ročno brez uporabe lončarskega vretena. Nekaj najdb kaže, da so uporabljali tudi enostavno počasno lončarsko vreteno, ki so ga sicer iznašli šele v železni dobi.
Posoda je okrašena z vrtinčastimi in drugačnimi zapletenimi vzorci, včasih tudi z urezi. Najstarejši vzorci so zamolklo rjavi in beli. Kasneje so se za okrasje uporabljali železovi oksidi za rdeče odtenke, magnetit in jakobsit za črne in kalcijev silikat za bele. Poleg mineralnih pigmentov so se uporabljali tudi pigmenti, pridobljeni iz organskih materialov, na primer iz kosti in lesa.
V kasnem obdobju tripoljsko-kukutenske kulture so se začele uporabljati dvokomorne lončarske peči s kontrolirano atmosfero. V teh pečeh je bilo kurišče ločeno od prostora za žganje. Keramika se je žgala pri približno 900°C, s čimer se je doseglo bolj enakomerno in popolno žganje.
Ko je proti koncu tripoljsko-kukutenske kulture postajal vse bolj dostopen baker, so se izkušnje žganja keramike prenesle v metalurgijo.
- Primerek značilne tripoljsko-kukutenske keramike
- Posode iz bakrene dobe, 4300–4000 pr. n. št.; Narodni muzej Moldavije, Iași
- Keramična posoda, najdena v Romuniji, 3700-3500 pr. n. št.

### Tekstil
Tekstila iz tripoljsko-kukutenske kulture še niso odkrili, saj so takšne najdbe zaradi vlažnega podnebja tudi sicer zelo redke. Odtisi tekstila na keramiki in uteži s statev pa nekaj povedo o njihovih tkaninah. Uteži so iz nekakovostne keramike in kažejo, da so bile s srednje težkih statev. 
Odtisi tekstila, najdeni v okolici Iașija, Romunija, kažejo, da so poznali tudi pletenje.

### Orodje in orožje
Orodje in orožje je bilo izdelano iz obklesanega in poliranega kamna, kosti in rogov, kasneje iz bakra. Večina kamnitega orodja je bila izdelana iz lokalnega kremena, uporabljali pa so se tudi skril, jaspis in obsidian. Orodja so bila pritrjena na lesene ročaje, ki se niso ohranili.
Kolo
Nekateri raziskovalci menijo, da je tripoljsko-kukutenska kultura uporabljala voz s kolesi. Med najdbami so samo figurice živali in skodelice na štirih kolesih, ki sodijo v prvo polovico 4. tisočletja pr. n. št.,  za katere se pogosto misli, da so bile otroške igrače. Figurice ne glede na to izražajo idejo, da bi se tovore lahko prevažalo na kolesih. Za rabo koles na pravih vozovih zaenkrat ni nobenega dokaza.

## Religija
V nekaterih skupnostih so arheologi odkrili stavbo, ki so jo prepoznali kot svetišče. V teh svetiščih so bili najdeni predmeti očitno verske narave, med njimi tudi taki, ki so bili tam zakopani namerno. Predmete  navidezno verske narave so našli tudi v zasebnih hišah. Med njimi je veliko glinenih figuric in kipcev, ki naj bi zaščitili njihove lastnike. Ženske figurice so postale znane kot boginje, vendar ta izraz ni nujno točen, saj kaže, da so jih uporabljali za različne namene. Število najdenih tovrstnih kipcev je tako veliko, da jih posedujejo številni muzeji v vzhodni Evropi. 
Eno od neodgovorjenih vprašanj, povezanih s tripoljsko-kukutensko kulturo, je majhno število artefaktov, povezanih s pogrebnimi obredi. Čeprav so arheologi raziskali zelo veliko naselij, so dokazi o pogrebni dejavnosti skoraj nevidni. Trenutno je edino znano tripoljsko najdišče, kjer so bili najdeni človeški ostanki iz prve polovice 4. tisočletja pr. n. št., jama Verteba v zhodni Ukrajini. Med najdbami so lobanje pogostejše od druge kosti, ostankov moških pa sploh niso našli. Edini dokončni zaključek, ki ga je mogoče potegniti iz arheoloških dokazov, je, da v tripoljsko-kukutenski kulturi v veliki večini primerov trupel niso odlagali znotraj naselitvenega območja.(str.116)